# نسالة

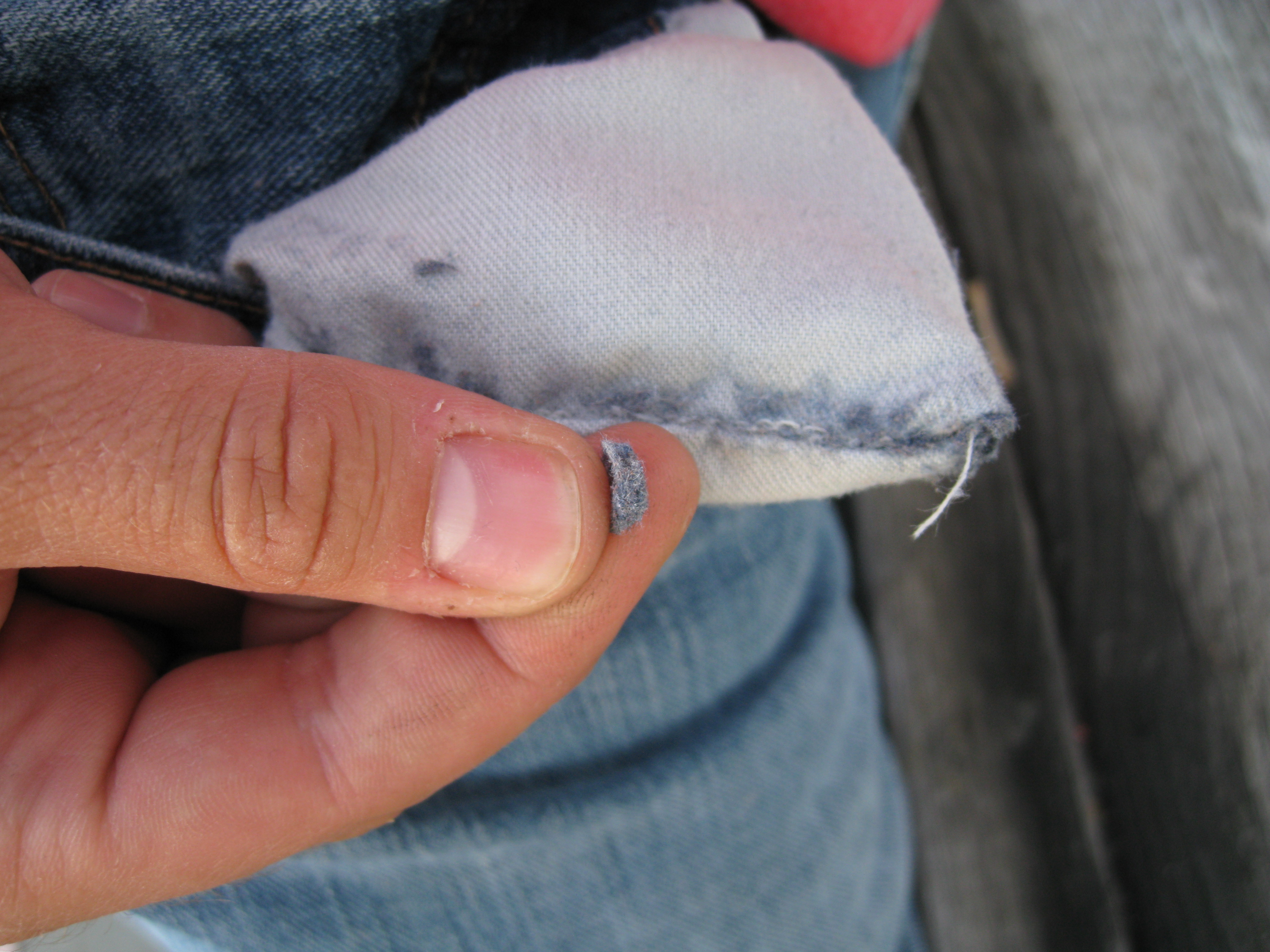
نُسالة جيب.

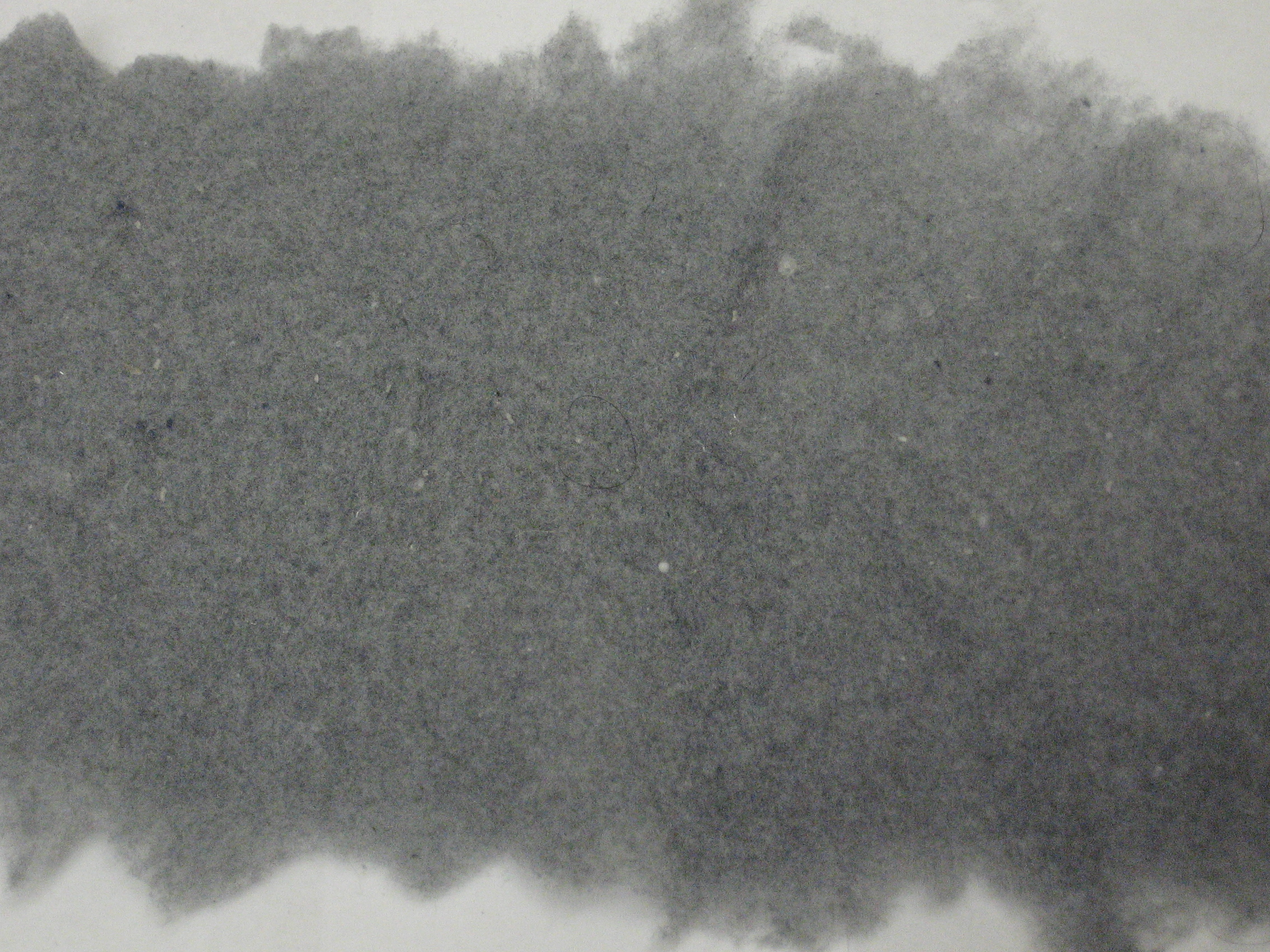

النُّسَالة أو النَّسِيل التراكمات المرئية لألياف النسيج والمواد الأخريات، والتي توجد عادة على الملابس. تحتوي بعض المواد المستخدمة في صناعة الملابس ، مثل القطن والكتان والصوف على العديد من الألياف القصيرة المجمعة. قد تنفصل هذه الألياف أو تنفصل عن النسج الذي تشكل جزءًا منه خلال فترة التآكل العادي. هذا هو السبب في أن الملابس المستخدمة بكثرة مثل القمصان والمناشف تصبح رقيقة بمرور الوقت وسبب تتراكم هذه الجزيئات في مصفاة الوبر في مجفف الملابس.